# Астерікс і таємне зілля
«Астерікс і таємне зілля» (фр. Astérix: Le Secret de la Potion Magique) — французька повнометражний анімаційний фільм, знятий за мотивами коміксів французького художника Альбера Удерзо і письменника Рене Ґосінні про пригоди гальських воїнів Астеріксе і Обеліксе. Це 10-й за рахунком анімаційний фільм циклу «Астерікс» (фр. Astérix). Фільм повний алюзій на історичні події.
Прем'єра фільму у Франції відбулася 5 грудня 2018 року. В український прокат анімаційна комедія вийшла 17 січня 2019 року.

## Сюжет
Друїд Панорамікс, старійшина галлів, під час збирання інгредієнтів для таємного зілля падає з дерева і ламає обидві ноги. Він вирішує знайти собі гідного наступника, кому міг би передати свої знання, і надсилає листи потенційним учням. Разом з Астеріксом і Обеліксом він пускається у подорож, щоб особисто оцінити можливості кандидатів. Темний друїд Сулфурікс, колишній однокашник Панорамікса, планує за його відсутності напасти на село. Він готує молодого мага Телеферікса, щоб той втерся в довіру до друїда і дізнався рецепт зілля. Астерікс дізнається про змову, але потрапляє в полон до римлян, які спалюють священний ліс. Запаси зілля в селі виснажені, і інгредієнти для них також. Рецепт зілля дізнається дівчинка Пектіна з села і, поки дорослі зайняті відбиттям атаки римлян, варить його у секретному місці на узбережжі. Сулфурікс помилково випиває зілля гігантизму(а до того, він створив полум'яне зілля, і сам його випив) і перетворюється на велетня, з яким не можуть упоратися навіть римляни. Панорамікс долає велетня, за допомогою чарівного порошку, створивши з римлян гігантського кентавра. Після відступу римлян починається бенкет, на якому Пектіна визнається Панораміксу, що тепер не може забути секретний рецепт; вона і буде його наступником(як би не намагалася, навіть якщо їй вселяють що забуде рецепт).

## Персонажі
| Персонажі                   | Французький голос |
| --------------------------- | ----------------- |
| Астерікс                    | Крістіан Клав'є   |
| Обелікс                     | Гійом Бріа        |
| Панорамікс                  | Бернар Алан       |
| Сулфурікс                   | Даніель Месгуїч   |
| Пектіна                     | Левана Соломон    |
| Телеферікс                  | Алекс Лютц        |
| Авторітарікс                |                   |
| Автоматікс                  | Лайонел Астьє     |
| Антисанітарікс              | Франсуа Морель    |
| Консерваторікс (Какофонікс) | Арно Леонар       |
| Дедулікс                    |                   |
| Бонмінь                     | Флоренс Форесті   |
| Отовсіхубігалікс            |                   |
| Склокерамікс                |                   |
| Атмосферікс                 | Жерар Ернандес    |
| Фантасмагорікс              |                   |
| Том Круз                    | Олів'є Саладін    |
| Гай Юлій Цезар              | Філіп Мор'є Жену  |
| Центуріон (Оурсенплус)      | Олександр Астьє   |

Фільм дубльовано компанією «Postmodern» на замовлення «Вольга Україна».
- Переклад — Надія Бойван
- Режисер дубляжу — Людмила Петриченко
- Звукорежисер — Геннадій Алексєєв
- Звукорежисер перезапису — Максим Корнелюк
- Ролі дублювали: Юрій Висоцький, Юрій Гребельник, Андрій Альохін, Дмитро Гаврилов, Ксенія Лук'яненко, Максим Кондратюк, Матвій Ніколаєв, Іван Розін, Євген Пашин, Михайло Войчук, Василь Мазур, Борис Георгієвський, Андрій Твердак, Андрій Соболєв, Євген Сінчуков, Валерій Шептекіта, Олена Узлюк, Андрій Мостренко, Владислав Пупков та інші.

## Маркетинг
Перший трейлер анімаційної комедії «Астерікс і таємне зілля» став доступним к перегляду влітку 2018 року, його дубльована версія — на початку осені.
Другий оригінальний французький трейлер був опублікований у мережі в середині жовтня, його версія українською мовою — наприкінці жовтня.